# Lachlan Tame
Lachlan Tame (14 de novembro de 1982) é um canoísta de velocidade australiano, medalhista olímpico.

## Carreira
Lachlan Tame representou seu país na Rio 2016 ganhou a medalha de bronze no prova do K2-1000m ao lado de Ken Wallace.